# Беломестная Двойня
Беломе́стная Двойня́ — село в Тамбовском районе Тамбовской области России. Административный центр Беломестнодвойнёвского сельсовета.

## География
Село расположено в центральной части Тамбовской области на реке Челновая в 30 км от Тамбова.

## Топоним
Первоначально (1812 год) называлось Двойневские выселки, с 1826 года носит современное название.
В окрестностях села расположен исток реки Двойня.

## История
Основано в 1812 году 60-ю семьями переселенцев из Беломестной слободы Красного городка Лысых Гор.
В селе был каменный храм св. Михаила Архангела, построенный в 1822 году, ныне разрушен, на его месте стоит памятный крест
С 1863 года в селе открыта начальная школа. В 1900 году для неё было построено новое здание на 120 мест, которое сохранилось и поныне. В 1931 году школа была преобразована в школу крестьянской молодёжи, позже в неполную среднюю, потом — в семилетнюю.
Село Беломестная Двойня известно разведением малины. Табачные плантации в 50 селениях; в 1899 г. под ними было 109 десятинБрокгауз и Ефрон
В 1929 году в селе началась коллективизация, был основан колхоз «Красный пахарь». В 1961 году на базе колхозов Беломестной Двойни и Незнановки был создан совхоз «Октябрьский».
В 1996 году тамбовский краевед Николай Муравьев подарил сельсовету родного села рукописную брошюру «История села Беломестная Двойня Тамбовского района».

## Население
| 2002 | 2010  | 2012  |
| ---- | ----- | ----- |
| 1333 | ↘1245 | ↗1264 |

### Национальный состав
Согласно результатам переписи 2002 года, в национальной структуре населения русские составляли 100 % от жителей.

## Известные уроженцы
- Колодин Валентин Иванович — генерал-майор, начальник ДОСААФ г. Москвы;
- Лучкин Александр Васильевич — генеральный директор Рязанского телецентра, заслуженный работник связи РФ;
- Колодина Александра Семеновна — начальник налоговой службы г. Москвы;
- Муравьев Николай Васильевич — видный тамбовский краевед[11]

## Инфраструктура
Администрация Беломестнодвойнёвского сельсовета. В селе есть больница, дом культуры, почтовое отделение (индекс 392541) и отделение Сбербанка.

## Транспорт
Неподалёку от села расположены трассы M6 (<10 км.) и P119 (≈3 км.). До Тамбова регулярно ходит автобус.